# Galera

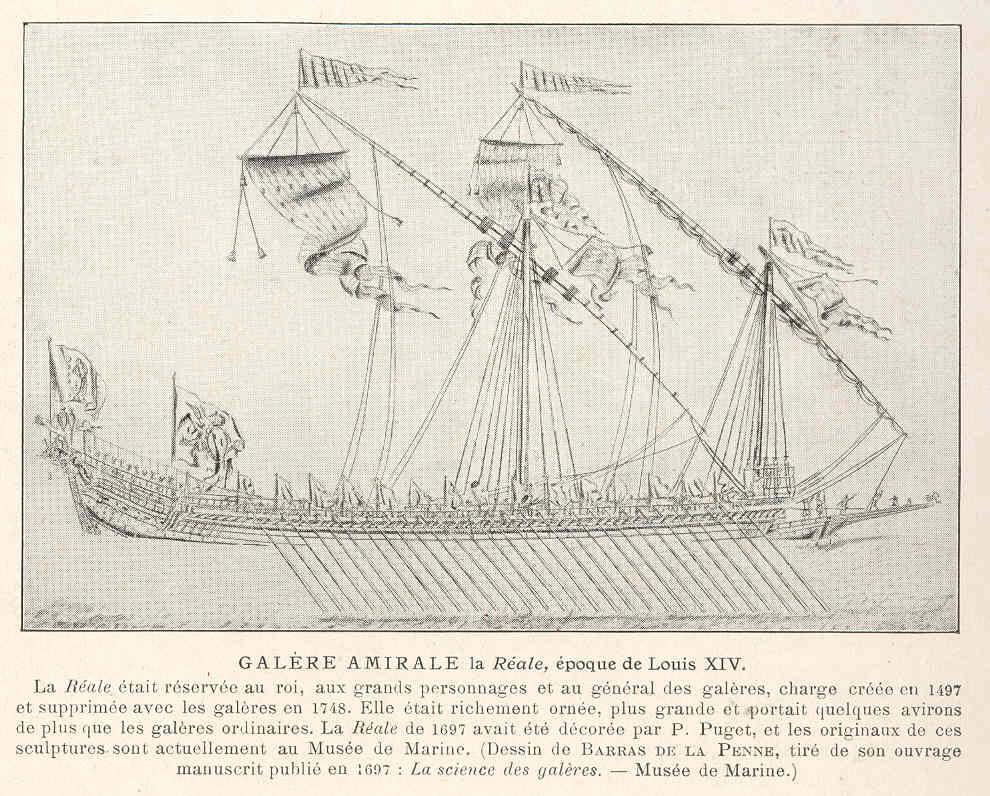
Francuska galera „La Réale” z końca XVII wieku

Galera – okręt o napędzie wiosłowym, często wspomaganym przez żagle. Używany był przede wszystkim na Morzu Śródziemnym od czasów starożytnych (Egipt, Fenicja, Grecja, Kartagina, Rzym, Bizancjum) aż do XIX wieku. Do wiosłowania często wykorzystywano niewolników, jeńców lub skazańców, zwanych galernikami.

## Historia
Nazwa „galera" pochodzi od greckiej nazwy rekina – galeos, którego głowa do złudzenia przypominała dziób tych okretów. Historia stosowania galer jest długa, od starożytności (bitwa w delcie Nilu, bitwa koło Alasziji) aż do bitwy pod Lepanto (1571), w której uczestniczyło ok. 550 galer i galeasów w wojnie Ligi Świętej (Hiszpania, Wenecja, Genua, Państwo Kościelne) z Turkami osmańskimi. Choć po tej bitwie galery były wciąż wykorzystywane aż do XIX w., jednak pełniły wtedy już funkcje bardziej honorowe i reprezentacyjne. 
Galery były niezwykle smukłe, ponieważ ich stosunek szerokości do długości wynosił 1:6, na koniec nawet 1:9, co przy napędzie wiosłowym pozwalało uzyskać spore prędkości. Początkowo galery posiadały dwa, a następnie trzy, cztery i więcej rzędów wioseł, ale od XIV w. drugi rząd zanikł. Dodatkową nowością stało się stosowanie apostis, czyli podłużnej belki, na której oparte były wiosła, zamiast, jak wcześniej, otworów w burcie. Na jedną burtę przypadało 20–26 wioseł. Przy dalszej ewolucji wiosło osiągało masę 250 kg i do jego obsługi potrzebnych było od pięciu do ośmiu galerników. W XIII w. na galerach zaczęto stosować nadbudówkę rufową, a w XV w. ster zawiasowy. 
Zmiany następowały również w ożaglowaniu: poza wiosłami, jako napęd dodatkowy stosowano żagle łacińskie, początkowo jeden żagiel, od XV wieku dwa. Reje żagli były bardzo długie, pomimo tego takie ożaglowanie nie nadawało się do napędzania tak dużych jednostek, dodatkowo było refowane. Główną bronią galer był taran dziobowy (potem również tarany boczne), którego funkcją było taranowanie jednostki przeciwnej lub złamanie jej wioseł. Dodatkowo posiadały mostek abordażowy. 
W XV wieku na galerach pojawiły się działa, zwykle w nadbudówce dziobowej w liczbie od trzech do siedmiu. Największe (24–26-funtowe) umieszczano z przodu, a mniejsze po bokach. Oprócz galer wytworzyło się jeszcze kilka podobnych typów okrętów, takich jak ćwierćgalery, półgalery i galeasy, których nazwa pochodzi od galera grossa. Zmierzch stosowania galer spowodowany był skutecznością artylerii na galeonach. Dla galer został opracowany nowy sposób budowy jednostek – szkieletowy, który upowszechnił się w czasie późniejszym.

## Typy galer

### Starożytne
| Zdjęcie | Nazwa                             | Typ                                                    |
| ------- | --------------------------------- | ------------------------------------------------------ |
|         | monera (monorema, unirema)        | jednorzędowiec                                         |
|         | diera (birema, duorema, dikrotos) | dwurzędowiec                                           |
|         | triera (trirema)                  | trójrzędowiec                                          |
|         | tetrera (quadrirema)              | czterorzędowiec                                        |
|         | pentera (quinquerema)             | pięciorzędowiec                                        |
|         | hexera (sexirema)                 | sześciorzędowiec                                       |
|         | heptera (septirema)               | siedmiorzędowiec                                       |
|         | octera                            | ośmiorzędowiec                                         |
|         | poliera                           | wielorzędowiec (np. triera)                            |
|         | quadragintarema                   | czterdziestorzędowiec                                  |
|         | pentekontera                      | typ monery o 50 wiosłach, po 25 z każdej strony statku |
|         | hekakontera                       | typ monery 100-wiosłowej                               |
|         | hemiolia                          | półtorarzędowiec (częsty u piratów)                    |
|         | trihemiolia                       |                                                        |
|         | liburna                           | lekka, szybka galera rzymska                           |
|         | dromona (dromon)                  | standardowa galera bizantyjska                         |

### Średniowieczne
| Zdjęcie | Nazwa                       | Typ             |
|         | langskipy                   | długie okręty   |
| ------- | --------------------------- | --------------- |
|         | drakkar (serpent)           |                 |
|         | busse                       |                 |
|         | skeide                      |                 |
|         | snekke (snekkja)            |                 |
|         | sud                         |                 |
|         | kaupskipy                   | statki handlowe |
|         | karv (karve, karfi)         |                 |
|         | knaar (knarr, knorr, knörr) |                 |

### Nowożytne
| Zdjęcie | Nazwa                                  | Typ                        |
| ------- | -------------------------------------- | -------------------------- |
|         | galeas (galeazza, galeasa; tur. mahon) | galera duża                |
|         | galeota (galiot, galeotta)             | półgalera, galera mała     |
|         | bergantina                             | ćwierćgalera               |
|         | fusta                                  |                            |
|         | panfina                                | ciężka galera transportowa |
|         | skampaweja                             | lekka rosyjska galera      |